# ESA Televisión

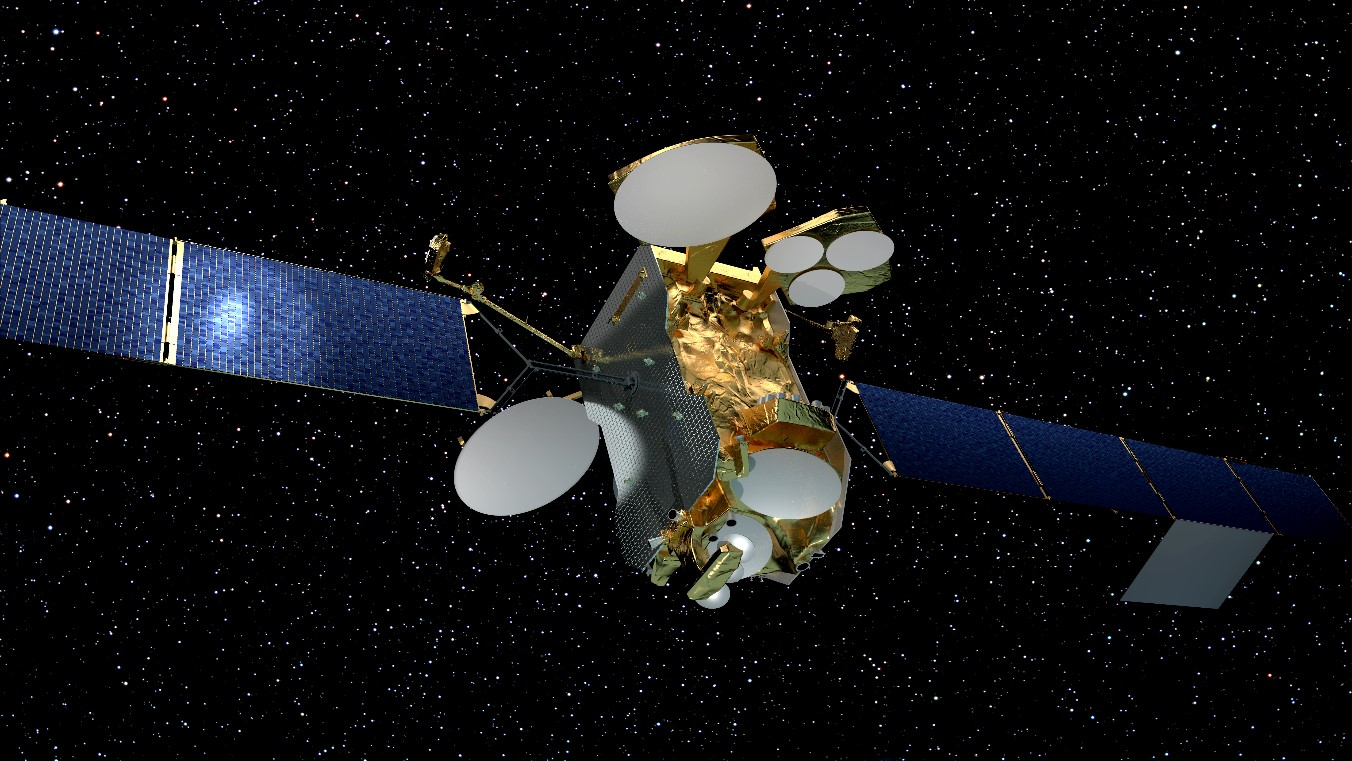
Satélite EUTELSAT

ESA Televisión es la cadena de televisión que emite la Agencia Espacial Europea. Se transmite tan solo por medio de una red de Televisión por satélite, y periódicamente emite programación por la Eutelsat, en concreto, por el satélite Eutelsat 9A, y por internet para todo el mundo, que permite la recepción de la información en Europa, el Norte de África y Oriente Medio. Además, de vez en cuando, emite acontecimientos en directo, también a través de los diferentes satélites de Eutelsat a todo el continente europeo.

## Funcionamiento del Satélite
El satélite, propiedad de la Agencia Espacial Europea, emite las emisiones, emisiones en directo y programas en todo Europa gracias al EUTELSAT 9A, a 9.º este de banda K, con el transpondedor 59 (11900.1 MHz, de polarización horizontal). Utiliza el DVB-S2.

## Contenido[3]
ESA Television emite el siguiente contenido:
- Retransmisión en directo de lanzamientos de satélites y misiones espaciales.
- Información y noticias actualizadas via EBS
- Dos magazines al mes de cuatro minutos, que se retransmiten hasta 21 veces en siete idiomas distintos.

Podemos encontrar todo este contenido en el catálogo en línea de la web.
Cuando no tiene programación propia conecta con Euronews idioma correspondiente para completar programación.
Tiene una versión de este canal en las diferentes Lenguas de la Unión Europea.

## Historia

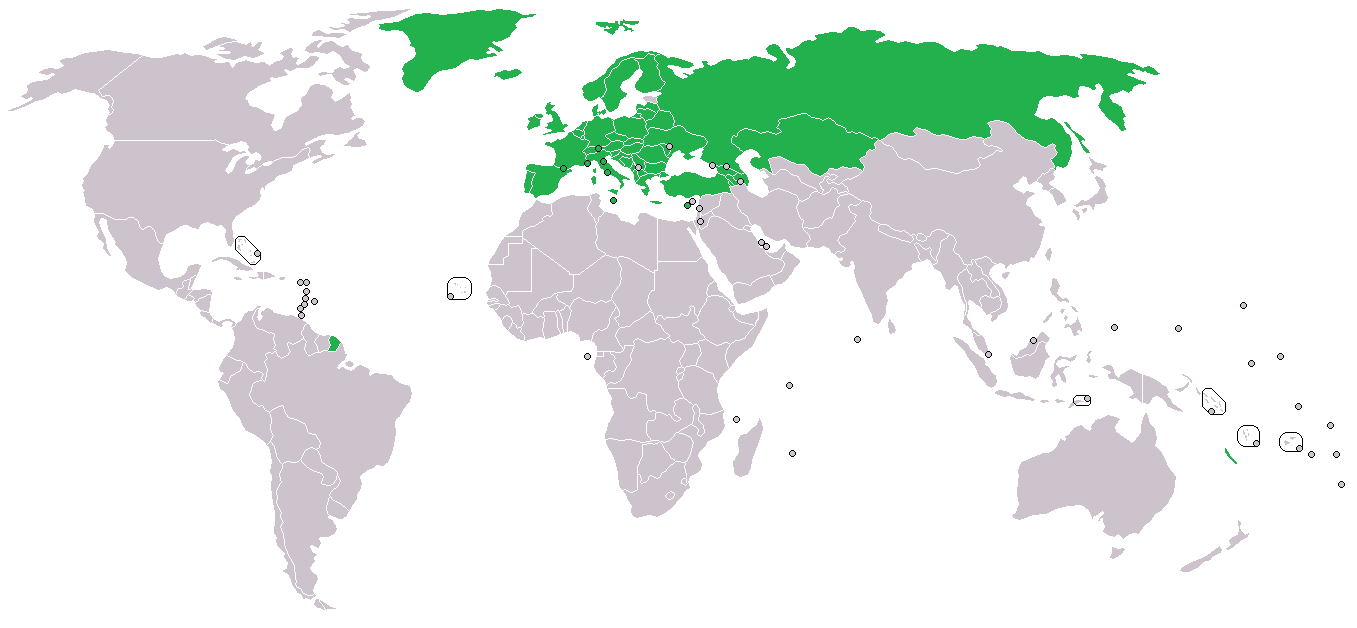
Zonas donde el satélite Eutelsat transmite ESA Television

Inicialmente la ESA Television no emitía simultáneamente a través de internet, así pues, la programación era descarregable gracias a un sitio web de FTP. Este requería que los usuarios iniciaran sesión; se podía acceder al nombre de usuario y la contraseña registrándose al Servicio de Notificación de Televisión de ESA. Una vez registrados, los usuarios que accedieran en el canal, podían encontrar todo el material colgado.
Desde el 2008, aparte de lo descrito anteriormente, la ESA transmite algunos eventos y actividades en directo, utilizando la plataforma Livestream.com. Entre estas actividades, podemos encontrar exploraciones espaciales lanzamientos e incluso algunas transmisiones periódicas.
Además se informa de las próximas transmisiones, de modo que a la página web se indica el día, la hora de inicio y fin de la transmisión y el tipo y formato.